# Scuderia Colonia
Die Scuderia Colonia e. V. im ADAC ist ein Motorsportverein, Fahrergemeinschaft und ADAC-Ortsclub aus Köln, der aus dem 1960 gegründeten gleichnamigen Motorsportteam entstanden ist. 
Bekanntestes Gründungsmitglied war der Formel-1-Rennfahrer Wolfgang Graf Berghe von Trips. Unter anderem starteten 1961 Wolfgang Seidel und Michael May offiziell mit dem Team „Scuderia Colonia“ in der Formel 1.

## Die Scuderia Colonia

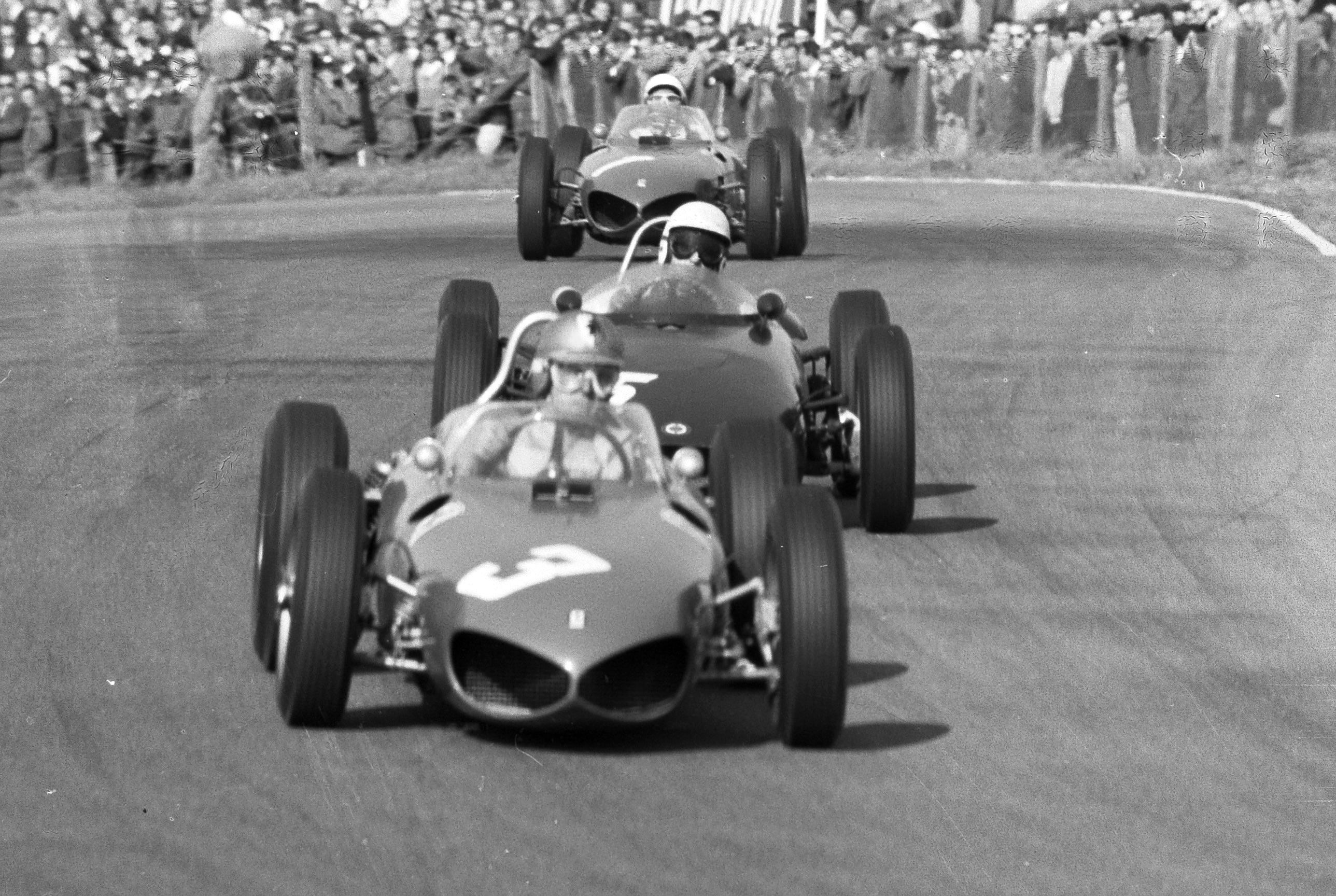
W. v. Trips beim GP von Holland 1961, auf dem Helm das Wappen der Scuderia Colonia

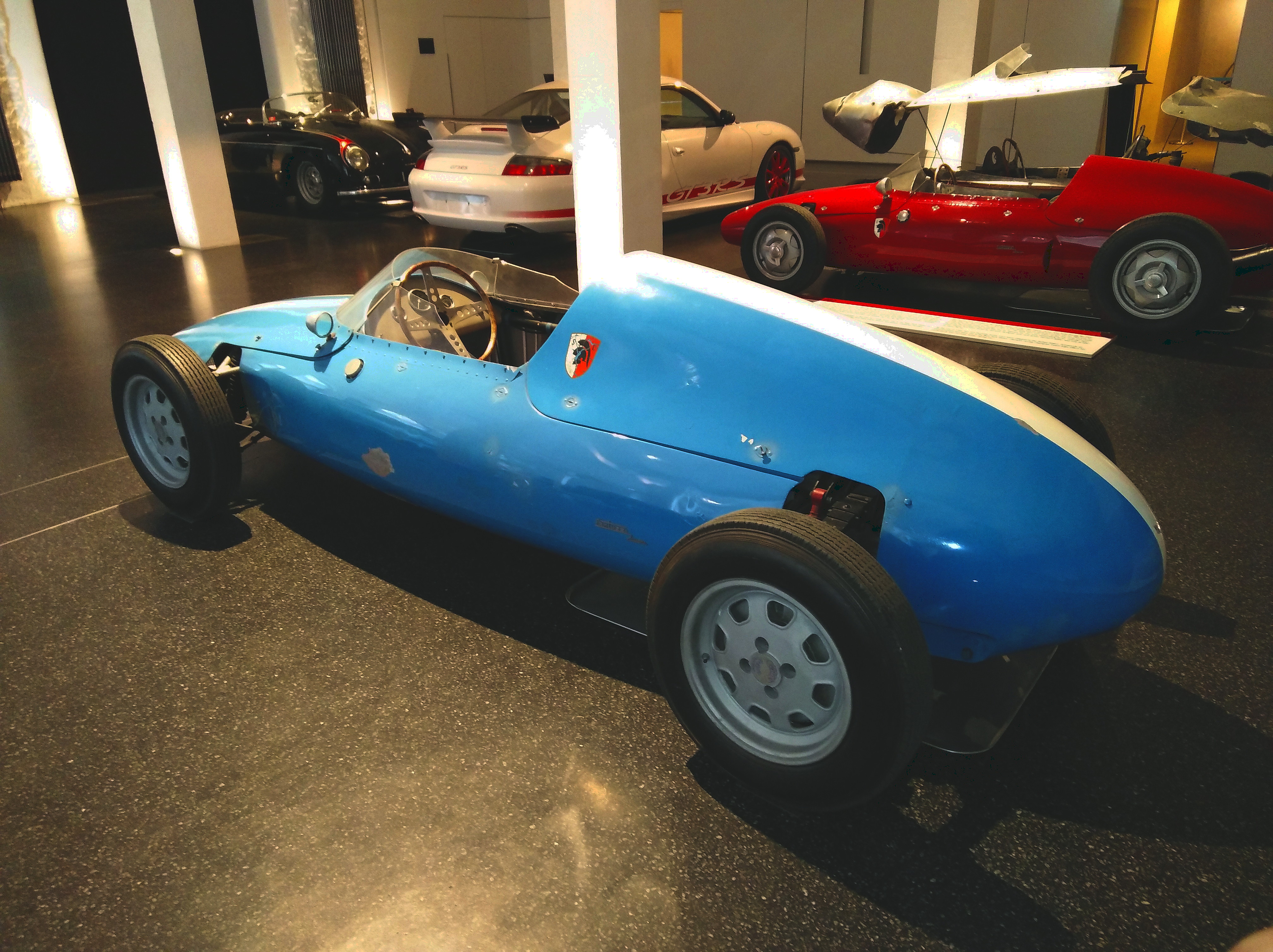
Das Wappen der „SC“ auf einem De Tomaso Isis (frühe 1960er Jahre)

Das italienische Wort Scuderia bedeutet „Stallung“, gilt aber vor allem als Synonym für „Rennstall“ wie etwa bei der Scuderia Ferrari.
Die Scuderia Colonia war jedoch kein Team im Sinne der Konstrukteurswertungen des Motorsports, da sie nicht über einen eigenen Fuhrpark, Mechaniker usw. verfügte. Sie verstand sich als Interessengemeinschaft von Fahrern, um gemeinsame Motorsportaktivitäten zu organisieren. Außerdem sollte sie Kontakte zur Industrie schaffen und durch daraus resultierende Unterstützung dem motorsportlichen Nachwuchs eine Basis geben.
Gegründet wurde die Scuderia Colonia am 13. Januar 1960 in der seit 1956 vom ADAC als Club- und Veranstaltungshaus genutzten Kölner Villa Palais du Rhin.
Gründer waren neben 21 weiteren Sport- und Rennfahrern vor allem der auch als Rennfahrer erfolgreiche Braunkohle-Unternehmer Victor Rolff und der Formel-1-Rennfahrer Wolfgang Graf Berghe von Trips.
Fahrer der Scuderia Colonia nahmen an zahlreichen Autorennen teil. Als Team wurden auch Fahrer zu den Grand-Prix-Rennen zur Formel-1-Weltmeisterschaft 1961 gemeldet. Zuletzt waren Michael May und Wolfgang Seidel auf Lotus-18-Rennwagen zu dem tragisch verlaufenen Großen Preis von Italien am 10. September 1961 auf dem Kurs in Monza gemeldet, für den sich Seidel qualifizieren konnte, aber bereits in der ersten Runde mit Motorschaden ausschied. Der in der Weltmeisterschaft führende „Taffy“ von Trips startete als Werksfahrer der Scuderia Ferrari – aber wie üblich mit dem Wappen seiner Scuderia Colonia auf dem Helm – und wurde bei einem verheerenden Unfall in der zweiten Runde des Rennens getötet. Mit ihm starben 15 Zuschauer und 60 weitere wurden zum Teil schwer verletzt.
Die inzwischen in Köln-Lind ansässige Scuderia Colonia widmet sich heute vor allem Langstreckenrennen, historischem Motorsport und der Nachwuchsförderung. Als Veranstalter richtet die SC seit 2000 regelmäßig die „Scuderia Colonia Classic“ als sportliche Ausfahrt für Oldtimerfahrzeuge aus.